# 双壳寄居蟹属
双壳寄居蟹属（学名：Bivalvopagurus）为拟寄居蟹科的一个属。

## 下属物种
本属包括以下物种：
- 中华双壳寄居蟹 Bivalvopagurus sinensis (de Saint Laurent, 1972)